# Normenausschuss Veranstaltungstechnik, Bild und Film
Der Normenausschuss Veranstaltungstechnik, Bild und Film (NVBF, DIN-interne Kurzbezeichnung: NA 149) als Teil des Deutschen Instituts für Normung ist zuständig für die Erarbeitung und Überprüfung von Normen für die Bereiche Veranstaltungstechnik, Bild und Film.

## Normgebiete
Normungsarbeiten werden für folgende Bereiche und Gebiete festgelegt:
- Grundnormen zu strahlungsempfindlichen Materialien, deren physikalischen Eigenschaften und Lagerung, sowie zur Sensitometrie
- Stehbildfotografie, Kameratechnik, Blitzlichttechnik, Objektive
- Laufbildtechnik, Kopierwerktechnik, Bildbearbeitung, filmtechnische Geräte, Lichttontechnik, Magnettontechnik
- Filmtheatertechnik, Bildprojektion
- Grundnormen der Veranstaltungstechnik
- Entsprechende sicherheitstechnische Normen
- Entsprechende Dienstleistungsnormen
- Beleuchtungsgeräte, Theaterbeleuchtung
- Entsprechende Technik von Bühnen, Mehrzweckhallen und Produktionsstätten

Ende 2010 betreute der Normenausschuss 41 nationale und internationale Projekte, hatte 25 Normentwürfe in Bearbeitung und einen Gesamtbestand von 221 Normen. Die Normungsarbeit wird in regelmäßig stattfindenden Sitzungen durchgeführt.

## Organisation
Der Normenausschuss gliedert sich in die folgenden Organisationseinheiten:
- Vorsitzender
- Geschäftsstelle mit Geschäftsführer
- Beirat mit Vorsitzendem
- 149-00-02 Arbeitsausschuss Fotografie mit Obmann
- 149-00-03 Arbeitsausschuss Produktion, Wiedergabe und Archivierung von audiovisuellen Medien mit Obmann
- 149-00-04 Arbeitsausschuss Beleuchtungs- und Energieverteilungssysteme mit Obmann
- 149-00-05 Arbeitsausschuss Maschinen mit Obmann
- 149-00-06 Arbeitsausschuss Arbeitsmittel und Einrichtungen mit Obmann
- 149-00-07 Arbeitsausschuss Medien und Tontechnik mit Obmann

Der Normenausschuss spiegelt in seinen Gremien die internationalen Arbeiten bei der Internationalen Organisation für Normung (ISO) in den Technischen Komitees ISO/TC 36 Cinematographie und ISO/TC 42 Photography sowie beim Europäischen Komitee für Normung im CEN/TC 433 Entertainment technology.